# Joop van Erven
Joop van Erven (1949) is een Nederlandse jazz-drummer.
Van Erven Hij studeerde tot 1974 klassiek slagwerk en werkte daarna in verschillende Nederlandse bands, zoals bij Boy Raaymakers, Willem van Manen, Herman de Wit en Paul van Kemenade. Hij speelde in Loek Dikker's Waterland Big Band, waarmee hij uitgebreid toerde (onder andere Amerika). Van 1991 tot 2006 was hij drummer in Michiel Braam's Bik Bent Braam. Sinds het begin van de jaren zeventig werkt Van Erven met bigband-leider Guus Tangelder, met wie hij tussen 1976 en 1980 jazzworkshops gaf aan het conservatorium van Arnhem. Van Erven geeft daar nog steeds les. Met de zanger Hartog Eysman vormt hij sinds kort het duo Alias Smith & Jones. Hij is ook componist, zo schreef hij muziek voor het Shaffy theater en voor klassieke ensembles (bijvoorbeeld het 'Concert voor twee piano's en slagwerk' uit 2008, dat uitgevoerd werd door een groep van Het Gelders Orkest).

## Discografie (selectie)
met Guus Tangelder
- Una Noche (met Charivari Trio), 2004

met Loek Dikker
- The Waterland Big Band is Hot! vol. 1 en 2, Waterland, 1979

met Stefan Schöler Trio
- Introducing, 2006

met Bik Bent Braam
- Howdy!, 1993
- Het XYZ der Bik Bent Braam, 1996
- Zwart Wit, 1999
- 13, 2000
- Growing Pains, 2004